# Brittiska Amerika
Brittiska Amerika är benämningen på de engelska, och senare brittiska, territorierna i Nordamerika och Västindien. De här besittningarna kallades formellt för Brittiska Amerika och Brittiska Västindien, som var en del av det brittiska väldet, på den amerikanska kontinenten under 1700- och 1800-talen. Från och med 1783 började man att skilja på det brittiska Nordamerika och det brittiska Västindien.
I början av den amerikanska revolutionen 1775 innefattade Brittiska väldet tjugo kolonier nordöst om Nya Spanien (numera en del av Mexiko och den amerikanska västern). Västra Florida överläts åt Spanien vid Freden i Paris 1783 vilket avslutade det amerikanska frihetskriget.

## Historia

Brittisk karta över Nordamerika, 1710

År 1584 företogs en första engelsk forskningsresa ledd av Sir Humphrey Gilbert vilken på uppdrag av den engelska kronan tog Newfoundland i besittning, men det var ett misslyckande.
Samma år företog Sir Walter Raleigh en ny forskningsresa som spejare. I april 1585, ännu en resa, där Sir Richard Grenville grundade det allra första engelska nybygget på den nya kontinenten, på Roanoke-ön (i nuvarande Nord-Carolina) vid namn Roanoke-kolonien. Men den överlevde inte, för år 1590, när ett skepp med förnödenheter nådde ön, fanns det ingen kvar.
Mellan åren 1606 och 1670 grundades ett antal bosättningar i Nordamerika på ett landsområde enligt avtal som slutits av James VI av Skottland och I av England, följt av Karl I, sedan Englands parlament, och slutligen Karl II.
Den första fasta bosättningen var Jamestowne som grundades av Virginia Company år 1607. Bosättningen fick namnet Jamestowne för att hedra kung Jakob. År 1620 organiserade pastorn John Robinson utvandringsföretaget ombord på Mayflower, som hade 102 passagerare, däribland 35 oliktänkande engelska troende kända som "Pilgrimsfäder" (engelska: Pilgrim Fathers), liksom andra oliktänkande européer som flydde religiös förföljelse i Europa. De är upphovspartnern till Nya Plymouth.

## Brittiska besittningar år 1775

### De tretton kolonierna
Lista över kolonier, på tröskeln till Amerikanska frihetskriget:
- Nya England
  - Provinsen Massachusetts Bay
  - Provinsen New Hampshire
  - Kolonien Rhode Island och Providenceplantagen
  - Connecticutkolonien

- Mellersta kolonierna:
  - Provinsen New York
  - Provinsen New Jersey
  - Provinsen Pennsylvania
  - Delawarekolonien

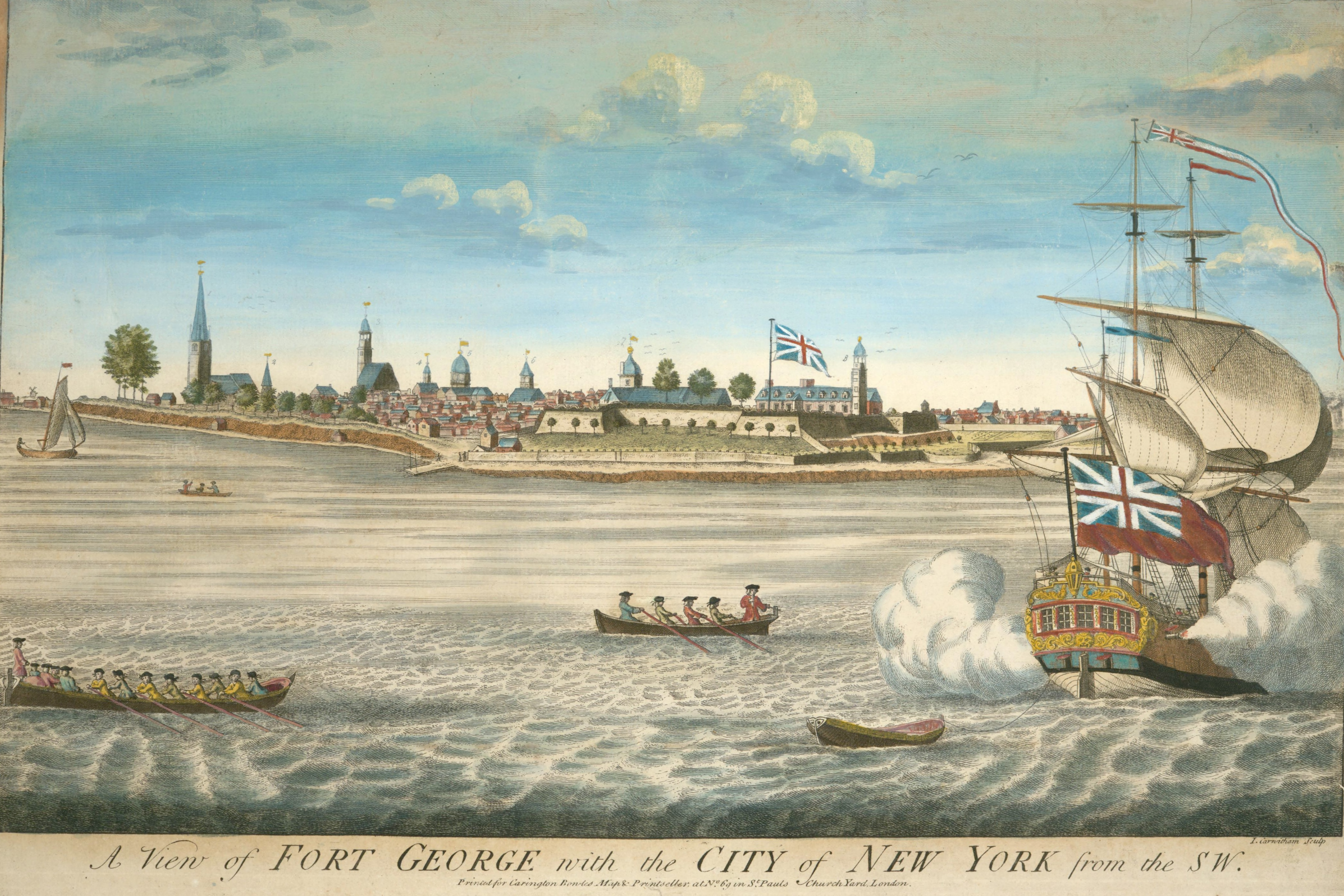
Utsikt över Fort Georg och New York cirka 1731

- Södra kolonierna: (Virginia och Maryland kan också delas in som Chesapeake Bay-kolonier)
  - Provinsen Maryland
  - Virginienkolonien
  - Provinsen Nord-Carolina
  - Provinsen Syd-Carolina
  - Provinsen Georgia

### De forna franska kolonierna och Florida
Flera brittiska kolonier och territorier styrdes av Storbritannien från 1763 efter Sjuårskriget (i Sverige även känt som Pommerska kriget), men överläts åt Spanien (Östra och Västra Florida) eller de Förenta Staterna (Indiankungörelsen 1763) och den nya gränsdragningen av Quebec). Andra har blivit en del av Kanada.
De brittiska kolonierna och territorierna som slogs ihop med Kanada:
- Provinsen Quebec
- Nya Skottland
- Prins Edvards ö
- Newfoundlandkolonien
- Ruperts land

## Kolonier i Västindien, nära Atlanten, och Sydamerika som förblev brittiskt efter 1783
- Brittiska Nordamerika:
  - Provinsen Nya Skottland
  - Newfoundlandkolonien (Labradorförbundet med Newfoundland år 1763)
  - Provinsen Quebec
  - Prins Edvards ö
  - Ruperts land

- De Små Antillerna:
  - Sankt Christopher (de facto huvudstad)
  - Antigua
  - Barbuda
  - Brittiska Jungfruöarna
  - Montserrat
  - Nevis
  - Anguilla

- Jamaica med underlydande områden:
  - Kolonien Jamaica
  - Brittiska Honduras
  - Mosquitokusten
  - Bahíaöarna
  - Caymanöarna

- Andra brittiska innehav i Brittiska Västindien:
  - Bahamas
  - Bermuda
  - Barbados
  - Grenada
  - Saint Vincent och Grenadinerna (avskilt från Grenada år 1776)
  - Tobago (avskilt från Grenada år 1768)
  - Dominica (avskilt från Grenada år 1770)

## Andra brittiska regeringstrogna besittningar (1763—83) som överläts av Storbritannien åt Spanien 1783 och som senare danade U.S.A.
- Provinsen Östflorida
- Provinsen Västflorida
- Provinsen Quebec (1763—91)

Kronojord som mestadels är obebodd (av nybyggare av europeisk härkomst):
- Enligt 1763 års avtal avsatt för indianer omfattande allt eller del av:
  - Nordvästra territoriet
  - Kentucky
  - Tennessee
  - Alabama
  - Mississippi
  - Den norra stranden av de Stora sjöarna
  - Delar av norra Quebec ej redan ingågna i Ruperts land.